# Кривава леді Баторі
«Кривава леді Баторі» (англ. Lady of Csejte) — історичний трилер режисера Андрія Конста, заснований на історії графині Єлизавети Баторій (1560—1614), що вважається однією з найкривавіших жінок-серійних убивць в історії. Прем'єра фільму відбулася 26 лютого 2015 року.

## Створення
Фільм є спільним продуктом студій Enjoy Movies і Glacier Films, які до цього брали участь у створенні фільму «Пограбування по-американськи». Зйомки почалися в листопаді 2013 року і проходили в Бухаресті, в павільйонах великої румунської студії Media Pro. Замість зруйнованого Чахтицького замку, в якому жила реальна графиня Баторій (Баторі), знімали замок Корвін в містечку Хунедоара в Румунії, в якому у 1988 році проходили зйомки радянського фільму «Пригоди Квентіна Дорварда, стрілка королівської гвардії». За словами одного з продюсерів, Георгія Малкова, жанр картини можна визначити як «історичний містичний трилер»:
Незважаючи на те, що  продюсер Стівен Шнайдер прославився роботою саме в жанрі хоррору, фільм, швидше за все, можна описати як історичний містичний трилер, який ми постараємось створити в дусі картини «Інше». Але при цьому ми використовували фірмову псевдодокументальну манеру зйомки Шнайдера, яка, на наш погляд, буде оригінальним кроком для історичного кіно.

## Сюжет
Дія фільму відбувається на початку XVII століття в місцевості Чейте (Чахтице, королівство Угорщина), де панує графиня Баторі, відома своєю красою, розумом і багатством. В околицях села давно зникають діти, в основному — дівчатка-підлітки. Головними героями фільму виступають брат і сестра з циганського табору, Міша і Аллет, які заробляють на життя трюками і крадіжками, а також розшукують свою старшу сестру Катю, що зникла рік тому.
Одного разу дітей ловлять на крадіжці, але за наказом леді Баторі їх відпускають з-під суду й передають під її опіку в Чахтицький замок. Діти підозрюють, що в замку коїться щось недобре, і починають розслідування, з метою дізнатися, що сталося з їхньою сестрою. У цій справі вони стикаються з протидією служниць графині Баторі, які беруть участь в її жахливих злочинах, а також місцевої влади, яка потурає впливовій жінці.

## В ролях
- Світлана Ходченкова — Елізабет Баторі[3]
- Ізабель Аллен — Аллет, циганська дівчинка
- Лукас Бонд — Міша, брат Аллет
- Ада Кондееску — Катя, старша сестра Аллет і Міши
- Богдан Фаркас — граф Турзо, слідчий
- Павло Дерев'янко — Атилла, слідчий
- Лія Синчевич — Дората, служниця графині
- Олександра Пояна — Ілона, служниця графині
- Пауль Дьяконеску — Лазло
- Вірджинія Рогін — сліпа жінка
- Валентин Теодосію — Медвідь, помічник судді
- Клаудіу Трандафір — суддя

## Відгуки
Фільм отримав переважно негативні відгуки як від критиків, так і звичайних глядачів.

## Цікаві факти
У фільмі, дія якого відбувається на початку XVII століття, можна спостерігати собак породи доберман, виведеної тільки наприкінці XIX століття.